# Šefajim
Šefajim nebo též Šfajim (hebrejsky שְׁפָיִים‎, v oficiálním přepisu do angličtiny Shefayim) je vesnice typu kibuc v Izraeli, v Centrálním distriktu, v Oblastní radě Chof ha-Šaron.

## Geografie
Leží v nadmořské výšce 43 metrů v hustě osídlené a zemědělsky intenzivně využívané pobřežní nížině, respektive Šaronské planině. Východně od obce protéká vádí Nachal Rišpon.
Obec se nachází na břehu Středozemního moře, cca 15 kilometrů severoseverovýchodně od centra Tel Avivu, cca 68 kilometrů jihojihozápadně od centra Haify a 4 kilometry severně od města Herzlija. Šefajim obývají Židé, přičemž osídlení v tomto regionu je etnicky převážně židovské.
Šefajim je na dopravní síť napojen pomocí dálnice číslo 2.

## Dějiny
Šefajim byl založen v roce 1935. Toho roku se kibuc přesunul do nynější lokality, osadnická skupina jeho zakladatelů ale existovala již od roku 1927 a její členové tehdy provizorně sídlili v Herzliji. Před vznikem státu Izrael, v době mandátní Palestiny, byl kibuc jedním z opěrných bodů židovských jednotek Palmach. Na přilehlé pláži Středozemního moře byla organizována ilegální židovská imigrace. V listopadu 1945 byla vesnice terčem britské razie, jež byla reakcí na zostřující se protibritské akce prováděné Palmachem.
Před rokem 1949 měl Šefajim rozlohu katastrálního území 1540 dunamů (1,54 kilometru čtverečního).
Jméno vesnice je inspirováno citátem z biblické Knihy Izajáš 41,18- „Na holých návrších otevřu vodní proudy, uprostřed plání prameny vod, poušť v jezero změním a zemi vyprahlou ve vodní zřídla.“
Místní ekonomika je založena na zemědělství, turistickém ruchu a službách. V obci je sídlo Oblastní rady Chof ha-Šaron a sídlí zde i oblastní základní škola.

## Demografie
Podle údajů z roku 2014 tvořili naprostou většinu obyvatel v Šefajim Židé (včetně statistické kategorie "ostatní", která zahrnuje nearabské obyvatele židovského původu ale bez formální příslušnosti k židovskému náboženství).
Jde o menší sídlo vesnického typu s dlouhodobě rostoucí populací. K 31. prosinci 2014 zde žilo 1171 lidí. Během roku 2014 stoupla populace o 2,0 %.
| Rok            | 1948 | 1961 | 1972 | 1983 | 1995 | 2001 | 2003 | 2004 | 2005 | 2006 | 2007 | 2008 | 2009 | 2010 | 2011 | 2012 | 2013 | 2014 |
| -------------- | ---- | ---- | ---- | ---- | ---- | ---- | ---- | ---- | ---- | ---- | ---- | ---- | ---- | ---- | ---- | ---- | ---- | ---- |
| Počet obyvatel | 577  | 614  | 548  | 663  | 782  | 884  | 909  | 935  | 970  | 1001 | 1023 | 1039 | 1053 | 1082 | 1114 | 1132 | 1148 | 1171 |